# Eupithecia cocciferata
Euphitecia cocciferata es una especie de polilla de la familia Geometridae. La especie fue descrita por primera vez por Pierre Millière habiendo sido descrita en 1867, con distribución en Europa y África. El sintipo de la especie fue descrita en los alrededores de Celles-les-Bains, Ardeché.

## Distribución
La especie ha sido descrita en la península ibérica, Francia, Italia, Croacia, Macedonia del Norte, Córcega y Cerdeña, así como en een África del Norte.